# Arie Izaak Goldfarb
Arie Izaak Goldfarb (ur. 13 września 1855 w Starogardzie Gdańskim, zm. 5 lutego 1925 w Wiesbaden) – niemiecki polityk, przedsiębiorca i kupiec, filantrop, wolnomularz. Był znany z przyjaznej postawy wobec Polaków.
Jest honorowym obywatelem miasta Starogard Gdański.

## Życiorys
Pochodził z rodziny żydowskiej; był synem Izaaka i Heleny z domu Borchardt oraz miał trzynaścioro rodzeństwa. Uczył się w szkołach w Mannheimie i w Hamburgu.

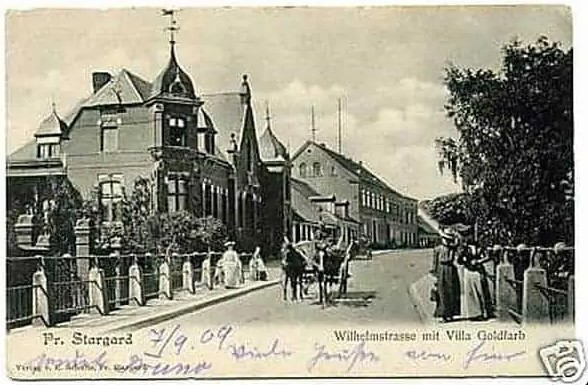
Zdjęcie przedstawiające willę Goldfarba (1909)

Po śmierci ojca w 1890 roku odziedziczył jego fabrykę tytoniu w rodzinnym mieście, w którym następnie wybudował willę oraz fabrykę przy obecnych ulicach odpowiednio Chojnickiej (ówcześnie Wilhelmstraße) i Tadeusza Kościuszki. W 1886 roku odkupił gdańską fabrykę tytoniu, a w roku 1910 odkupił również takie fabryki w Bydgoszczy i Kościerzynie, kolejną wybudował w Stargardzie.

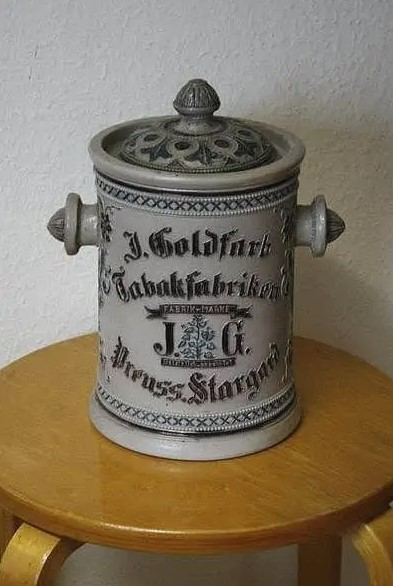
Kufel pochodzący ze stargardzkiej fabryki tytoniu.

W 1887 roku został wybrany radnym Starogardu Gdańskiego, a od marca 1890 do 11 lutego 1922 roku pełnił funkcję wiceburmistrza tego miasta. Był mecenasem sztuki; na jego zaproszenie w tym mieście występowali wybitni muzycy, jak Max Reger i Anton Rubinstein.
Zmarł dnia 5 lutego 1925 roku w Wiesbaden. Pogrzeb odbył się 12 lutego; jego ciało zostało skremowane w Berlinie, a prochy sprowadzone na cmentarz żydowski w Starogardzie Gdańskim. Na tę uroczystość udała się delegacja władz samorządowych miasta w składzie z Czesławem Nagórskim, Ignacym Maciejewskim i burmistrzem Adamem Czwójdzińskim. W dniu pogrzebu władze starogardzkie zarządziły opuszczenie do połowy masztu flag na państwowych budynkach. 

## Działalność charytatywna
Z inicjatywy Goldfarba powstało przy Owitzerstraße (obecnej ul. Owidzkiej) trzy dome piętrowe pełniące funkcję schroniska; nieodpłatnie udzielano w nich mieszkania osobom starszym oraz ubogim.

## Upamiętnienia
Został nagrodzony tytułem Honorowego Obywatela Miasta Starogard Gdański.
26 kwietnia 2017 roku Rada Miejska Starogardu Gdańskiego podjęła decyzję o zmianie nazwy ulicy Mostowej na Trakt Ariego Izaaka Goldfarba; zmiana weszła w życie następnego dnia.

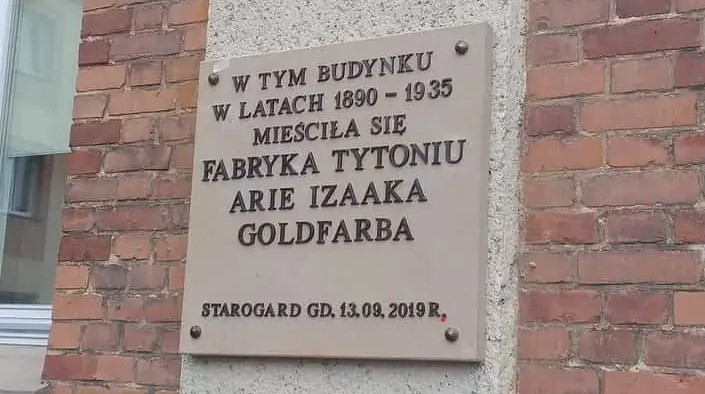
Tablica pamiątkowa upamiętniająca działalność Goldfarba (2021)

Dnia 13 września 2019 roku, z okazji 164. rocznicy narodzin Goldfarba, na budynku Starostwa Powiatowego w Starogardzie Gdańskim zamontowano tablicę upamiętniającą jego działalność.

## Życie prywatne
W 1886 roku poślubił Selmę Neumann, która zginęła w 1917 roku w wypadku jej wozu konnego. Małżeństwo było bezdzietne, więc po śmierci Goldfarba w 1925 roku, jego fabryki zostały przejęte przez Arthura Behrendta, siostrzeniec Selmy Neumann. 